# Río Umia
El río Umia es un río del noroeste de la península ibérica, que discurre por la provincia de Pontevedra (Galicia, España).

## Etimología
Según el lingüista Edelmiro Bascuas, Umia derivaría del tema paleoeuropeo *um-, formado a partir de la raíz indoeuropea *wegw- 'húmedo, mojar'. Esta raíz tiene una presencia reconocida en la hidronimia gallega (río Uma, río Mao, Acea de Ama etc).

## Curso
El Umia nace en la parroquia de Aciveiro, municipio de Forcarey, y recorre los municipios de La Estrada, Cuntis, Moraña, Caldas de Reyes, Portas, Meis, Ribadumia y Cambados, creando una cuenca de 447 km². Finalmente, desemboca en la ría de Arosa en Castrelo, Cambados. Su longitud es 67.4 km.
El río nace al juntarse los arroyos de Raigosa (700 m), Filloi (720 m), Alende (620 m), regueiro da Canda, Marco Afrende, regueiro de Ribela y Grela (estos 4 últimos en Ribela). Circula por una llanura a 500 m de altitud hasta A Goleta, a partir de donde baja encajonado hasta Ponte Taboada. Allí se junta al río Gallo y sigue por otra llanura situada a 200 m. En Segade de Arriba (Cesar) cae en cascada. En Caldas de Reyes entra en la Depresión Meridiana, hasta desembocar en la ría, entre los municipios de Cambados y Ribadumia, creando unas marismas en las que se pueden ver, a lo largo de las estaciones, una gran diversidad de animales migratorios.
El río Umia tiene una gran importancia cultural a lo largo de la historia, surgidendo de él diversos cuentos o leyendas como la de Ponte Arnelas y la de Ponte dos Padriños.

## Flora y fauna
En casi toda la cuenca del Umia la vegetación está influenciada por la actividad humana, especialmente en las zonas de su nacimiento y su desembocadura. En la zona del nacimiento y cabecera de la cuenca son frecuentes los robles y los castaños y los alisios y fresnos en los bosques de ribera. En la parte más baja de la cuenca se pueden encontrar Pinus pinaster y Pinus radiata así como eucaliptos que se mezclan con praderas, cultivos y matorral.